# Impatiens sivarajanii
Impatiens sivarajanii är en balsaminväxtart som beskrevs av M. Kumar och S. Sequiera. Impatiens sivarajanii ingår i släktet balsaminer, och familjen balsaminväxter. Inga underarter finns listade i Catalogue of Life.